# Сан-Каетано (Чьяпас)
Сан-Каетано (исп. San Cayetano) — деревня в Мексике, штат Чьяпас, входит в состав муниципалитета Эль-Боске. Численность населения, по данным переписи 2020 года, составила 1945 человек.

## Общие сведения
Название San Cayetano дано в честь святого Каэтана Тиенского.
23 июня 1937 года поселение получило статус деревни и было наделено сельскохозяйственными землями, где выращивается и обрабатывается кофе.

## Демография
| Год  | Численность | Численность |
| ---- | ----------- | ----------- |
| 2000 | 1191        |             |
| 2005 | 1323        | [ 5 ]       |
| 2010 | 1833        | [ 6 ]       |
| 2020 | 1945        | [ 7 ]       |